# 3,5-ксиленол

3,5-ксиленол — один из шести изомеров ксиленолов. 3,5-Диметоксифенол входит в состав метоксибензолов и в фенолы.
3,5-диметилфенол используется для производства фенольных смол, лекарств, пестицидов, красителей, взрывчатых веществ.
Классификация ЕС: Символ: T; R: 24/25-34; S: (1/2)-26-28-36/37/39-45
Класс опасности по ООН: 6.1; Группа упаковки по ООН: II

## Физические свойства
Температура кипения: 219.5 °C

Температура плавления: 64 °C

Плотность: 0.97 г/см³

Растворимость в воде при 25 °C: 0.5 г/100 мл

Давление пара при 25 °C: 5 Па

Удельная плотность паров (воздух = 1): 4.2

Температура вспышки: 80 °C c.c.

Предел взрываемости, % в объеме воздуха: 1.4-?

Агрегатное состояние и внешний вид: от белого до жёлтого цвета кристаллы с характерным запахом.

Физические опасности: при смешении вещества в виде порошка или гранул с воздухом возможен взрыв.

Растворим в спирте и щелочном растворе, частично растворим в воде.

## Химические свойства
Молекулярная формула: C8H10O / 3,5-(CH3)2C6H3OH

Молекулярная масса: 122.2

Коэффициент распределения октанол-вода (Log Pow): 2.35

Химические опасности: реагирует с ангидридами кислот, хлорангидридами, основаниями и окислителями.

3,5-ксиленол способен образовывать термореактивные полимеры при поликонденсации с формальдегидом.

## Воздействие на организм и эффекты от воздействия
Пути воздействия: вещество может проникать в организм при вдыхании, через кожу и при приеме внутрь.

Эффекты от кратковременного воздействия: вещество разъедает глаза и кожу. Вещество оказывает раздражающее воздействие на дыхательные пути. Едкое вещество при приеме внутрь.

Риск вдыхания: нет индикаторов, определяющих уровень при котором достигается опасная концентрация этого вещества в воздухе при испарении при 20 °C.

Эффекты от длительного или повторяющегося воздействия: данные о влиянии этого вещества на здоровье человека являются недостаточными, поэтому необходимо соблюдать предельную осторожность, может быть похоже на фенол и родственные вещества.

Вещество опасно для водных организмов.

Предельно-допустимые концентрации TLV: (вдыхаемая фракция и пары): 1 ppm как TWA; (DSEN); A3 (подтвержденный канцероген для животного, влияние которого на человека неизвестно)
| Предложенное название | 3,5-диметилфенол             |
| Синоним               | 1-гидрокси-3,5-диметилбензол |
| Классы                | Фенолы Одноатомные фенолы    |
| Молярная масса        | 122 г/моль                   |
| Брутто-формула        | C8H10O                       |